# HMS Naiad (93)
Pour les autres navires du même nom, voir HMS Naiad.
Le HMS Naiad (93) est un croiseur léger de la classe Dido construit pour la Royal Navy. Lancé le 3 février 1939 et armé le 24 juillet 1940, il intègre alors la Home Fleet, protégeant le commerce. Il participe ensuite à la poursuite de raiders allemands à la suite du naufrage du HMS Jervis Bay, avant d'escorter des convois pour Freetown. Le croiseur rejoint ensuite la Force H de la Mediterranean Fleet et participe notamment à l'escorte de convois pour Malte. Le 11 mars 1942, le croiseur est coulé au sud de la Crète par le U-565.